# PGP-RTB
Die PGP-RTB (Abk. für serb. Produkcija gramofonskih ploča Radio televizije Beograd) war ein 1959 gegründetes in Staatsbesitz befindliches Plattenlabel in der ehemaligen SFR Jugoslawien mit Sitz in Belgrad. Es handelte sich um einen Teil der Radio-Televizija Srbije. Nach dem Zerfall Jugoslawiens wurde es als PGP-RTS (Abk. für serb. Produkcija gramofonskih ploča Radio televizije Srbije) in der Bundesrepublik Jugoslawien bzw. in Serbien neu gegründet, ebenfalls wieder als Teil des „neuen“ RTS.
Zudem wurde unter diesem Namen eine Kette von Plattenläden betrieben.
Verlegt wurden viele der erfolgreichsten Hard-Rock-, Pop- und Turbofolk-Musiker Jugoslawiens, darunter Bands wie Kerber und Riblja Corba. Auch internationale Bands wie Bon Jovi, AC/DC oder The Police wurden verkauft.